# ノートンの定理
ノートンの定理（ノートンのていり、英: Norton's theorem) は、多数の電源を含む電気回路に負荷を接続したときに得られる電圧や負荷に流れる電流を、単一の内部コンダクタンスのある電流源に変換して、求める方法である。「ノルトンの定理」と表記されることもある。その名はベル研究所の所員であったエドワード・ロウリー・ノートンにちなむ。

## 概要

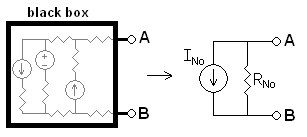
電圧源、電流源、電気抵抗のみを含むどんなブラックボックスでもノートン等価回路に変えることができる

右図に示す回路網の端子A–B間の短絡電流をINo、回路網A–B間のコンダクタンスをGNo（=1/RNo）、A–B間に接続する負荷のコンダクタンスをGL、負荷を接続したときの端子A–B間の電圧をVL、負荷に流れる電流をILとすると、次式に示す関係が成立する。
{\displaystyle {\begin{aligned}V_{L}&={\frac {I_{\text{No}}}{G_{\text{No}}+G_{L}}}\\I_{L}&={\frac {G_{L}}{G_{\text{No}}+G_{L}}}I_{\text{No}}\end{aligned}}}
なお、回路網の電気伝導を求める場合、電圧源は短絡、電流源は開放として考える。（電圧・電流源が理想的なものでなく内部抵抗が存在する場合は当然考慮しなければならない。）
また、テブナンの定理とは双対の関係にある。具体的にテブナンの定理と双対の関係になるのは、電流と電圧、抵抗とコンダクタンス、開放と短絡である。